# Морозов, Дмитрий Владимирович
Дмитрий Владимирович Морозов (род. 28 августа 1996 года, Акмола, Акмолинская область, Казахстан) — казахстанский конькобежец, участник зимних Олимпийских игр 2022 года.

## Биография
Квалифицировался на зимние Олимпийские игры 2022 в Пекине. 8 февраля пробежал дистанцию 1500 метров за 1:47,01 и занял 18 место. 18 февраля пробежал 1000 метров за 1.09,61 и занял 17 место. 19 февраля в масс-старте занял 10-е место в первом полуфинале (8:08.73) и не прошёл в финальную часть соревнований. На Олимпиаде 2022 также приняла участие жена Дмитрия — Надежда Морозова.